# La Gazette des communes
La Gazette des communes, des départements et des régions est un magazine hebdomadaire français publié par le Groupe Infopro Digital.
Des pages « éditorial » en première position après la couverture positionnent la revue sur des débats liés aux collectivités locales,.

## Historique
En 1977, Le Moniteur (groupe Moniteur) prend des parts au capital de la SARL « L’Action municipale » qui édite les revues La Gazette des communes et du personnel communal et L’Action municipale, puis en 1981 les deux revues fusionnent pour devenir La Gazette des communes, des départements et des régions.

## Présentation
La Gazette est un magazine des métiers de la fonction publique territoriale. Elle est devenue au fil des années un journal d'agents territoriaux, quel que soit leur grade ou leur fonction.
Elle fournit également les derniers textes de loi et la jurisprudence avec des commentaires et des conseils d'application.
La Gazette est aussi la référence concernant les questions liées à la carrière et au statut du fonctionnaire territorial.
Avec plus de 100 pages d'offres d'emploi par numéro, La Gazette est le premier support d'emploi des collectivités locales. 
La rédaction de la Gazette des communes développe également son expertise sur les mouvements de décentralisation, et la construction des politiques publiques, et des services publics. 
À partir de 2011, la Gazette enrichit son offre éditoriale, sur internet, en créant des Clubs professionnels, dédiés à des communautés métiers ciblées : 
- le Club Finances, qui s'adresse aux spécialistes des finances locales, des budgets, de la fiscalité...
- le Club Prévention Sécurité, consacré aux professionnels des politiques de prévention et de sécurité publique (policiers municipaux, éducateurs spécialisés...)
- le Club Technicités, qui développe son expertise en direction des ingénieurs et techniciens territoriaux, et tous ceux qui "font la ville", dans les secteurs des transports, de l'aménagement, de l'urbanisme, de la voirie, de l'environnement, des déchets, de l'énergie, de la biodiversité...
- le Club RH, destiné aux directions des ressources humaines des collectivités territoriales.

Ces clubs permettent d'accéder à un suivi de l'actualité du secteur concerné, à un décryptage des enjeux des politiques publiques, en donnant la parole aux experts, et au suivi des évolutions réglementaires et législatives.
En plus de l'information diffusée sur chacun des sites internet, insérés dans le site généraliste de la Gazette des communes, chaque Club propose des rencontres physiques, et des événements qui se déroulent à Paris et en région, pour favoriser la rencontre et les échanges entre les professionnels.
Cette offre de Club a ancré très tôt la Gazette des communes parmi les médias qui ont proposé un abonnement numérique pour accéder aux articles et services.
Sur le site de la Gazette des communes et des clubs, de 60 à 70 % des articles sont ainsi réservés aux abonnés. Les articles en accès libre concernent en règle générale des informations soit rapidement périssables, soit qui intéressent le plus grand nombre de la population intéressée par les politiques publiques (étudiants, chercheurs, citoyens intéressés par le secteur public et les réformes institutionnelles...).
La rédaction de la Gazette des communes s'est également, dès 2009-2010, approprié les techniques de journalisme de données pour produire de l'information à partir des données de plus en plus disponibles grâce au mouvement d'ouverture des données ouvertes publiques (opendata). Dans la continuité de sa ligne éditoriale, elle a ainsi conçu une application qui simule le salaire des fonctionnaires, selon les filières, les collectivités employeuses, les fonctions, et permet des comparaisons.

## Diffusion
|           | 2009   | 2010   | 2011   | 2012   | 2013   | - | 2017   | 2018   | 2019   | 2020   | 2021   | 2022   | 2023   |
| Diffusion | 29 136 | 28 587 | 27 542 | 28 587 | 29 136 | - | 26 156 | 26 773 | 29 198 | 30 516 | 36 104 | 40 605 | 44 002 |

## Annexe